# Oberderdingen
Oberderdingen is een plaats in de Duitse deelstaat Baden-Württemberg, en maakt deel uit van het Landkreis Karlsruhe.
Oberderdingen telt 11.344 inwoners.

## Plaatsen in de gemeente Oberderdingen
- Flehingen
- Großvillars
- Luisenhof
- Oberderdingen (hoofdplaats, met Unterderdingen)
- Obere Mühle
- Ölmühle
- Sickingen
- Untere Mühle
- Wilfenberg

Bad Schönborn ·
Bretten ·
Bruchsal ·
Dettenheim ·
Eggenstein-Leopoldshafen ·
Ettlingen ·
Forst ·
Gondelsheim ·
Graben-Neudorf ·
Hambrücken ·
Karlsbad ·
Karlsdorf-Neuthard ·
Kraichtal ·
Kronau ·
Kürnbach ·
Linkenheim-Hochstetten ·
Malsch ·
Marxzell ·
Oberderdingen ·
Oberhausen-Rheinhausen ·
Östringen ·
Pfinztal ·
Philippsburg ·
Rheinstetten ·
Stutensee ·
Sulzfeld ·
Ubstadt-Weiher ·
Waghäusel ·
Waldbronn ·
Walzbachtal ·
Weingarten (Baden) ·
Zaisenhausen